# Simulium haysi
Simulium haysi är en tvåvingeart som beskrevs av Stone och Snoddy 1969. Simulium haysi ingår i släktet Simulium och familjen knott. Inga underarter finns listade i Catalogue of Life.